# Abdou Traoré (cầu thủ bóng đá, sinh 1981)
Abdou Traoré (sinh ngày 5 tháng 8 năm 1981) là một cầu thủ bóng đá người Mali, hiện tại thi đấu cho USFAS Bamako.

## Sự nghiệp quốc tế
Anh là một phần của đội tuyển U-20 Mali tại Giải vô địch bóng đá trẻ thế giới 1999, đứng đầu bảng D, nhưng thất bại trước Tây Ban Nha, đội thắng cuộc ở bán kết, nhưng lại thắng trước Uruguay ở trận tranh hạng ba.
Anh là một phần của đội tuyển bóng đá Mali tại Thế vận hội Mùa hè 2004, dừng bước ở bán kết, sau khi đứng đầu ở bảng A, nhưng thất bại trước Ý ở vòng tiếp theo.

## Danh hiệu và awards
- Hạng ba Giải vô địch bóng đá trẻ thế giới: 1999